# Timothy Baillie
Timothy Baillie est un céiste britannique né le 11 mai 1979 à Aberdeen.

## Palmarès

### Jeux olympiques
- 2012 à Londres
  -  Médaille d'or en C2

### Championnats du monde de slalom
- 2009 à La Seu d'Urgell
  -  Médaille de bronze en relais 3xC2
- 2011 à Bratislava
  -  Médaille de bronze en relais 3xC2

### Championnats d'Europe de slalom
- 2009 à Nottingham
  -  Médaille d'argent en relais 3xC2
  -  Médaille de bronze en C2
- 2010 à Augsbourg
  -  Médaille d'or en relais 3xC2
- 2010 à Bratislava
  -  Médaille de bronze en relais 3xC2